# Janusz Trzciński (muzyk)
Janusz Trzciński (ur. 25 września 1940 we Lwowie, zm. 27 sierpnia 2007 w Warszawie) – polski muzyk jazzowy, perkusista, kompozytor, animator kultury.

## Życiorys
Po studiach został zatrudniony na roczne zastępstwo w Państwowej Szkole Muzycznej II stopnia w Toruniu, gdzie jego uczniem był Zbigniew Lewandowski. Był twórcą, a w latach 1963–1970 szefem działającego przy Uniwersytecie Mikołaja Kopernika w Toruniu klubu studenckiego „Od Nowa”. W tym okresie współpracował jako muzyk-solista z Teatrem Muzycznym w Bydgoszczy oraz zajmował się przygotowywaniem opracowań muzycznych do spektakli wystawianych w Teatrze Toruńskim. W połowie lat 60. XX w. odnosił sukcesy na trzech kolejnych festiwalach „Jazz nad Odrą” we Wrocławiu. W roku 1966 roku był perkusistą tria Jacka Bednarka, które zdobyło na JnO I nagrodę w kategorii „Zespół”. W 1967 wywalczył I nagrodę indywidualną, grając wówczas na jazzowym zestawie perkusyjnym, rozbudowanym o kotły perkusyjne, zaś w roku 1968 I nagrodę na tym festiwalu otrzymał jego kwintet. Przez 15 lat był członkiem Formacji Muzyki Współczesnej Andrzeja Kurylewicza. Współpracował również z Andrzejem Trzaskowskim, Andrzejem Bieżanem, Andrzejem Przybielskim, Helmutem Nadolskim i Andrzejem Mitanem. Pisał muzykę do spektakli Adama Hanuszkiewicza, wystawianych w Teatrze Narodowym w Warszawie. Był także twórcą słynnego spektaklu „Księga Hioba” (reż. A. Hanuszkiewicz), którego premiera miała miejsce w Teatrze Małym podczas festiwalu Jazz Jamboree'81 w wykonaniu istniejącej od 1980 roku Super Grupy Bez Fałszywej Skromności (Andrzej Mitan – śpiew, Andrzej Bieżan – fortepian, Andrzej Przybielski – trąbka, Helmut Nadolski – kontrabas, Janusz Trzciński – perkusja) oraz aktorów recytujących teksty biblijne. W 1985 roku „Księga Hioba” ukazała się na jedynym longplayu formacji, a po latach została wznowiona na płycie kompaktowej. W drugiej połowie lat 90. XX w. Janusz Trzciński i dziennikarka telewizyjna Bożena Marki byli organizatorami Sceny Galerii-Studio M w kawiarni Telimena przy Krakowskim Przedmieściu. Dzięki tej inicjatywie odbyła się w tym miejscu seria koncertów i spotkań środowiska jazzowego, a także konkursy i wystawy malarskie wraz z performances. 9 lipca 2008 roku artysta został odznaczony Srebrnym Medalem „Zasłużony Kulturze Gloria Artis” za upowszechnianie kultury.